# Abellio (niemieckie przedsiębiorstwo)
Abellio GmbH – niemiecki przewoźnik kolejowy z siedzibą w Berlinie należący do Abellio Transport Holding (będącego własnością Nederlandse Spoorwegen). Obsługuje regionalne połączenia kolejowe na terenie Niemiec i Holandii w ramach czterech spółek: Abellio Rail NRW w Nadrenii Północnej-Westfalii oraz Holandii, Abellio Rail Mitteldeutschland w Turyngii, Saksonii-Anhalt, Saksonii, Dolnej Saksonii i Hesji, Westfalenbahn w Nadrenii Północnej-Westfalii i Dolnej Saksonii oraz wg planów od 2019 r. Abellio Rail Baden-Württemberg w Badenii-Wirtembergii.

## Struktura
Abellio GmbH ma 100% udziały w czterech spółkach będących przewoźnikami kolejowymi:
- Abellio Rail NRW(inne języki),
- Abellio Rail Mitteldeutschland(inne języki),
- Abellio Rail Baden-Württemberg(inne języki) (dawniej Abellio Rail Südwest GmbH),
- Westfalenbahn(inne języki)

oraz przedsiębiorstwie PTS GmbH zajmującym się utrzymaniem i serwisem pojazdów szynowych.

## Historia
Abellio GmbH zostało założone w 2004 r. w Essen jako spółka-córka przewoźnika autobusowego Mesenhohl oraz Essener Versorgungs- und Verkehrsgesellschaft mbH – spółki miejskiej odpowiedzialnej m.in. za transport publiczny. W 2005 r. powołana została spółka Abellio Rail NRW GmbH, a od grudnia tego roku pociągi Abellio wyruszyły na tory Nadrenii Północnej-Westfalii w ramach Verkehrsverbund Rhein-Ruhr. Ponadto Abellio prowadziło działalność na rynku regionalnych przewozów autobusowych w ramach spółki Abellio Bus GmbH. W 2005 r. 75,1% udziałów w Abellio GmbH zostało sprzedanych brytyjskiej grupie Star Capital Partners, 12,6% pozostało we własności EVV, natomiast pozostałe trafiły do zarządu spółki. W 2005 r. Abellio wraz z innymi przedsiębiorstwami z Niemiec utworzyły spółkę Westfalenbahn, która od 2007 r. rozpoczęła obsługę czterech linii w północno-zachodnich Niemczech.
W 2008 r. Abellio GmbH zostało wykupione przez koleje holenderskie i wcielone do nowo powstałej spółki Abellio Transport Holding (włączono do niej także NedRailways). W 2010 r. oddano do użytku zaplecze utrzymania taboru kolejowego w Hagen, a dwa lata później założono spółkę Abellio Rail Mitteldeutschland GmbH po wygranym przetargu na obsługę linii w regionie Soława–Turyngia–Südharz. Pociągi Abellio Mitteldeutschland wyjechały na tory w 2015 r. W tym samym roku przeniesiono siedzibę spółki z Essen do Berlina. W 2016 r. Abellio Rail NRW rozpoczęło obsługę połączenia do holenderskiego Arnhem, a rok później na trasie Rhein-Ruhr-Express w ramach S-Bahn Rhein-Ruhr.
W 2017 r. Abellio GmbH przejęło 100% udziałów w Westfalenbahn. W 2015 r. nowa spółka Abellio Rail Südwest GmbH wygrała przetarg na obsługę połączeń na sześciu liniach w Badenii-Wirtembergii od 2019 r. W 2016 r. zmieniono nazwę spółki na Abellio Rail Baden-Württemberg.

## Połączenia
Na początku 2019 r. Abellio Rail w całych Niemczech obsługiwało połączenia regionalne na 22 liniach, przewożąc 110 tys. pasażerów dziennie, co przekłada się na 33,5 mln pasażerów rocznie.

Schematy połączeń Abellio
Westfalenbahn
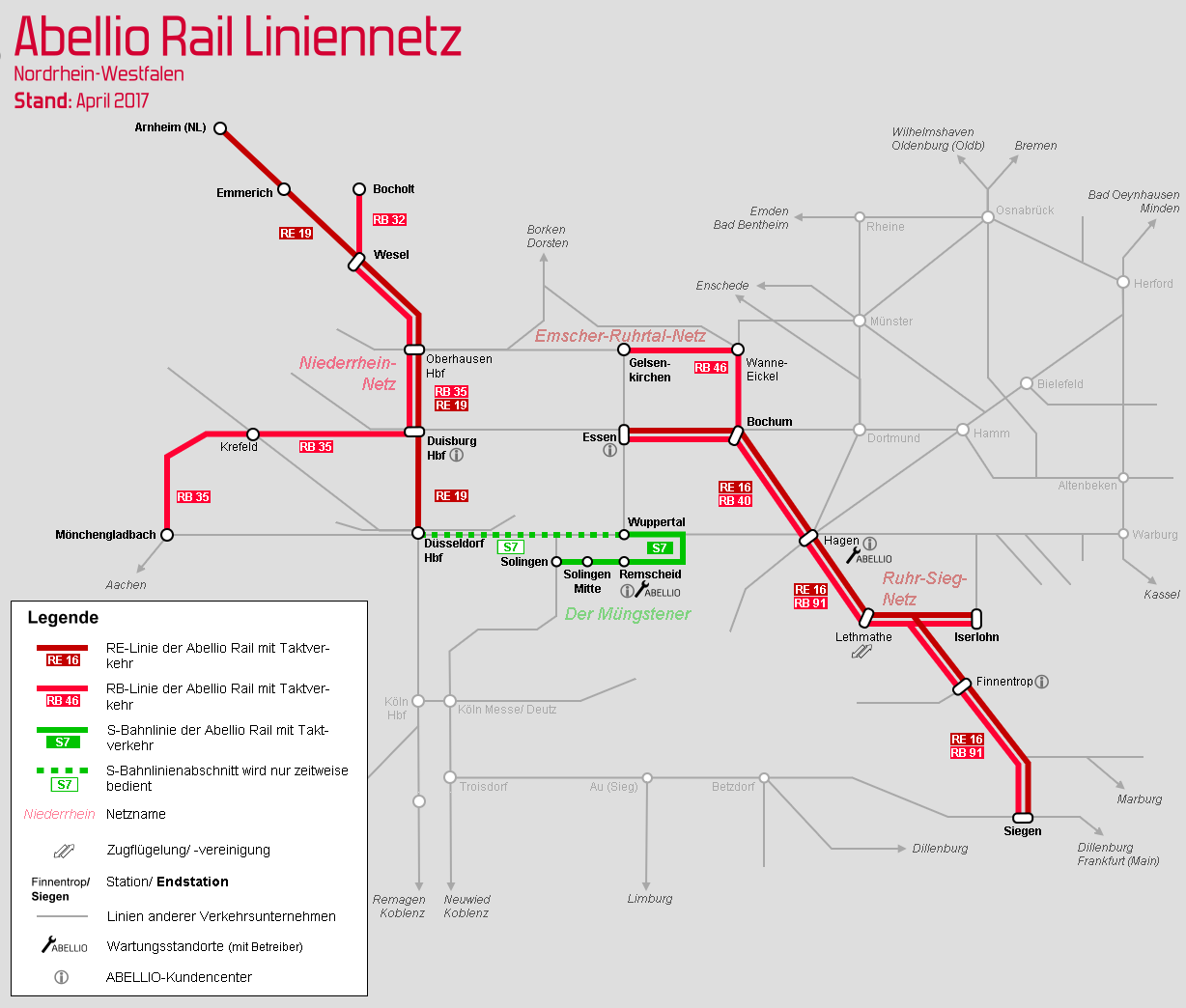
Abellio Rail NRW
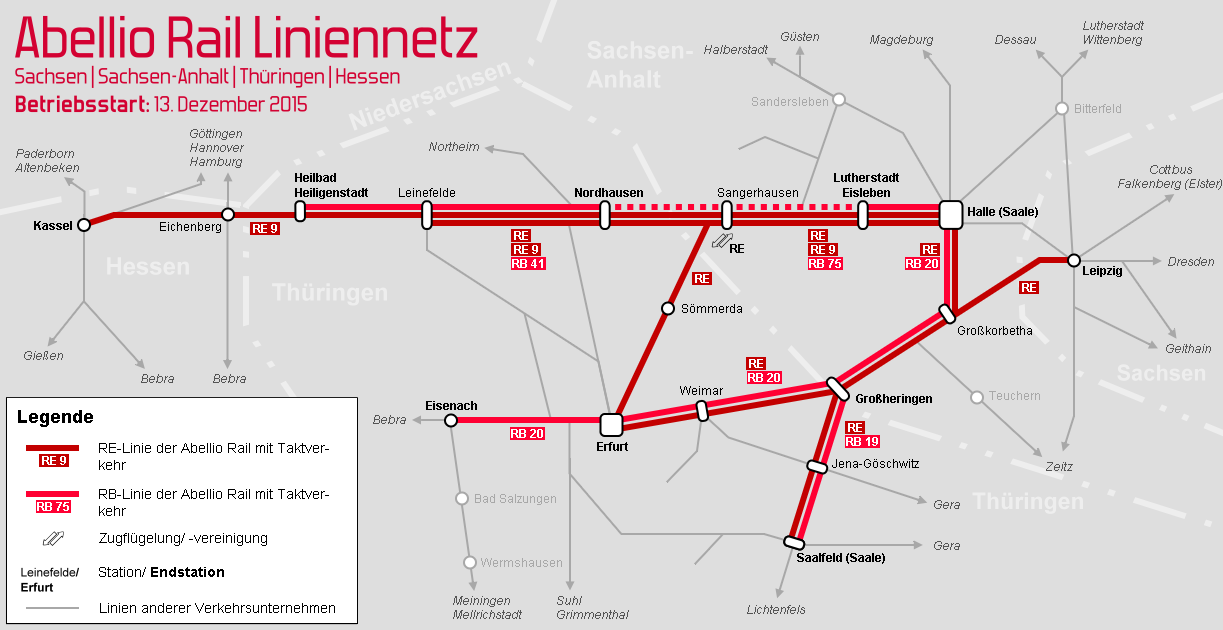
Abelio Rail Mitteldeutschland

## Tabor
| Typ                    | Operator                       | Liczba sztuk | Trakcja     | Liczba członów | Zdjęcie | Źródło |
| ---------------------- | ------------------------------ | ------------ | ----------- | -------------- | ------- | ------ |
| Alstom Coradia Lint 41 | Abellio Rail NRW               | 12           | spalinowa   | 2              |         | [ 8 ]  |
| Alstom Coradia Lint 41 | Abellio Rail Mitteldeutschland | 54           | spalinowa   | 2              | [ 9 ]   |        |
| Bombardier Talent 2    | Abellio Rail Mitteldeutschland | 20           | elektryczna | 3              |         | [ 10 ] |
| Bombardier Talent 2    | Abellio Rail Mitteldeutschland | 15           | elektryczna | 5              |         | [ 10 ] |
| Bombardier Talent 2    | Abellio Rail Baden-Württemberg | 26           | elektryczna | 3              |         | [ 11 ] |
| Bombardier Talent 2    | Abellio Rail Baden-Württemberg | 26           | elektryczna | 5              |         | [ 11 ] |
| Siemens Desiro HC      | Abellio Rail NRW               | 29           | elektryczna | 4              |         | [ 12 ] |
| Stadler FLIRT          | Abellio Rail NRW               | 9            | elektryczna | 3              |         | [ 13 ] |
| Stadler FLIRT          | Abellio Rail NRW               | 8            | elektryczna | 2              |         | [ 13 ] |
| Stadler FLIRT³         | Abellio Rail NRW               | 21           | elektryczna | 5              |         | [ 13 ] |
| Stadler FLIRT³         | Westfalenbahn                  | 15           | elektryczna | 4              |         | [ 14 ] |
| Stadler KISS           | Westfalenbahn                  | 13           | elektryczna | 6              |         | [ 15 ] |